# Koichiro Hirayama
Koichiro Hirayama (Kagoshima, Japón, 9 de septiembre de 1946) fue un deportista japonés especialista en lucha grecorromana donde llegó a ser subcampeón olímpico en Múnich 1972.

## Carrera deportiva
En los Juegos Olímpicos de 1972 celebrados en Múnich ganó la medalla de plata en lucha grecorromana de pesos de hasta 52 kg, tras el luchador búlgaro Petar Kírov (oro) y por delante del italiano Giuseppe Bognanni (bronce). Cuatro años después, en las Olimpiadas de Montreal 1976 ganó el bronce en la misma categoría.